# Водлозерський національний парк
Водлозерський національний парк (рос. Водлозерский национальный парк) — природоохоронна територія на північному заході  Росії в Архангельській області та Респібліці Карелія.

## Географія

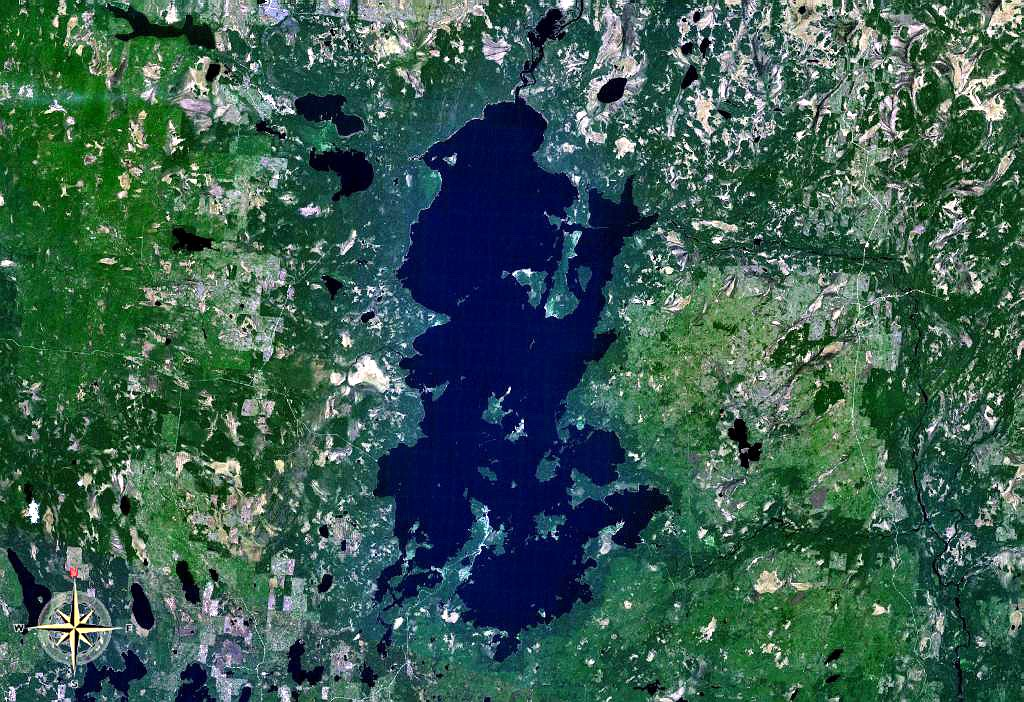
Водлозеро. Знімок НАСА із космосу

Загальна площа Водлозерского парку становить 468,3 тисяч гектарів, в тому числі 130,6 тисяч га - на території Республіки Карелія і 337,6 тис. га в Архангельській області.

### Рельєф
Територія Водлозерського національного парку є плоскою, сильно заболоченою рівниною: лише на півночі розташований невисокий кристалічний кряж Вітряний пояс. В геологічному відношенні район належить до Балтійського щита, складений кристалічними породами нижньоархейського протерозойського періоду. На території парку відкрито велику кількість палеовулканічних і рифтових утворень, зустрічаються колосальні інтрузивні тіла і трубки вибуху. Комплекс коматіїтів і осадово-вулканогенних порід в південній частині парку відноситься до найдавніших в Європі і світі. Уздовж західних кордонів виявлені родовища хромітових і титано-магнієвих руд.
Стародавні породи майже повністю перекриті новітніми льодовиковими і водно-льодовиковими відкладеннями.
Рельєф парку, за винятком кряжу Вітряний Пояс, сформувався в післяльодовиковий період. Приблизно дві третини території займає плоска заболочена моренова рівнина. Решта площі зайнята різноманітними водно-льодовиковими формами (ози, зандри і т.д.), скельними ландшафтами (Вітряний Пояс) і озерними терасами. Дослідженнями виявлено 54 аттрактивних геолого-геоморфологічних об'єкти, які можуть бути віднесені до категорії «пам'ятник природи». Це високі озові гряди, поля дюн, кільцеві моренні гряди, скелі, оголення і т.д.

## Клімат
Клімат парку — помірно-континентальний. Характерною його рисою є західно-східний перенос повітря, в результаті чого протягом усього року сюди надходять повітряні маси, що сформувалися над Північною Атлантикою. Істотний вплив Арктики — вторгнення її повітряних мас викликає різкі похолодання не тільки взимку. Але і влітку. Зміна мас повітря при цьому відбувається в результаті інтенсивної циклонічної діяльності, яка переважає в усі пори року.
Розташовуючись між 62° і 64° північної широти, територія парку отримує мало сонячного тепла і тому зима тут — найтриваліша пора року. Клімат парку помірно континентальний, характерною його рисою є частий прихід циклонів, які формуються в північній Атлантиці. У зимовий час вони приносять відлиги і рясні снігопади. Найхолодніші місяці — січень і лютий. Середня багаторічна температура січня на Водлозеро становить -11,3°С, але в холодні зими ртутний стовпчик може опускатися і до -40°С.
Природа пробуджується від зимового сну до кінця квітня. Річки розкриваються від льоду в останній декаді квітня, на озерах ж лід тримається до середини травня. Це час, коли вирують пороги, прокидається ведмідь. На добре прогрітих місцях з'являються рослини-первоцвіти: мати-й-мачуха, жовтяниця, фіалка болотна.
Літо в парку в міру тепле і в міру дощове. Середня температура найтеплішого місяця, липня, всього 16 °С, але часто вона може підніматися до 30 °С. Середня температура води в липні досягає 18-20°С. З кінця травня до серпня встановлюється період білих ночей, коли вечірня і ранкова зоря переходять один в одного.
Восени природа готується до відпочинку. У вересні можна збирати урожай грибів, лісових і болотних ягід. Над величезним парком пролітають незліченні зграї лебедів, качок, гусей, журавлів. Тут залишається лише кілька десятків видів птахів, пристосованих до суворої тривалої зими — глухар, тетерук, куріпка. З початку жовтня приходять перші заморозки, а з середини листопада випадає сніг, і наступають стійкі морози.

## Рослинний світ

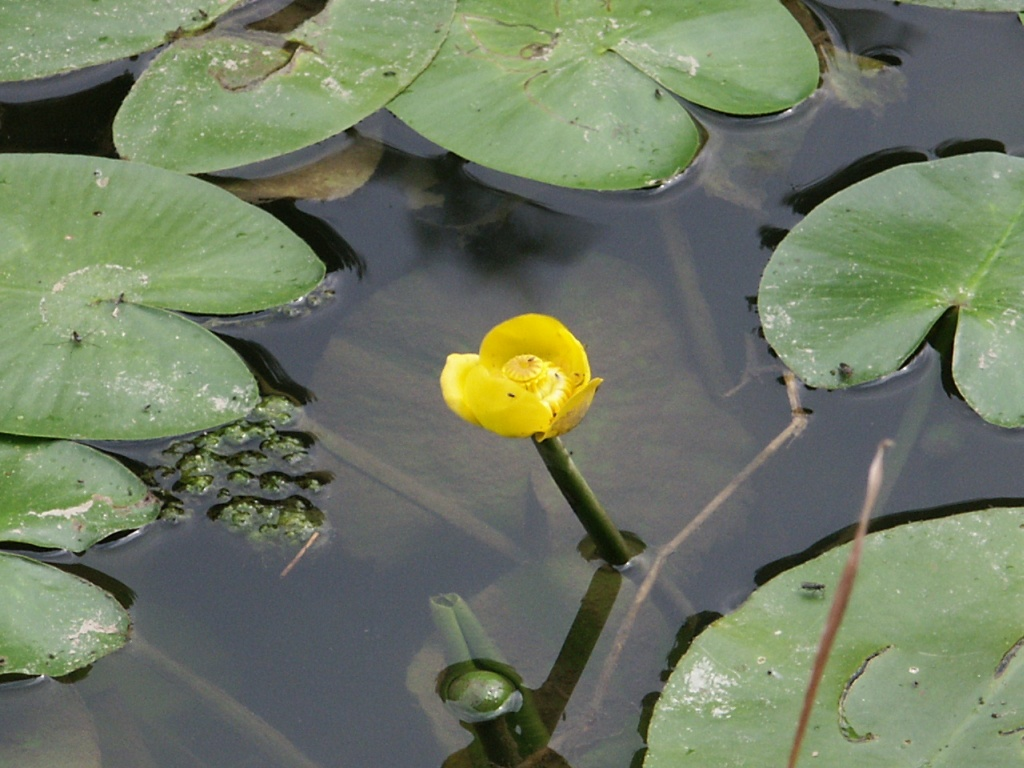
Глечики жовті- типовий представник флори боліт Водлозеро

Флора парку налічує понад 500 видів судинних рослин, близько 150 видів листостеблових і печіночнових мохів, більше 100 видів лишайників. Більшість видів типові для європейської частини тайгової зони. З них три види - пальчатокорінник Траунштейнера, каліпсо цибулева, лишайник лобарія легенева - внесені в червону книгу Росії. Головна особливість флори парку - тут, на крайній західній межі свого ареалу, росте велика кількість східного (сибірського) виду: модрини сибірської.
Прибережно-водну рослинність утворюють рослини, пристосовані до існування на мілководдях водойм і в зонах тимчасового затоплення. Зазвичай це очерет, хвощ болотний, осока гостра. У тихих заводях річок, закритих від вітру ділянках озер поширені рдест плаваючий, глечики жовті, латаття сніжно-біле.

## Тваринний світ
У Водлозерських лісах мешкають типові тайгові види тварин. Звичайні бурий ведмідь, рись, вовк, норка європейська, лисиця і борсук.
Для водних середовищ існування характерні видра і ондатра. У ряду тайгових тварин по території парку проходять межі їхних ареалів: південна - у росомахи, північного лісового оленя, північна - у кабана.